# Лукьянченко, Андрей Анисимович
Андрей Анисимович Лукьянченко (23 декабря 1923, село Красная Поляна, Ставропольская губерния — 3 апреля 2022, хутор Сиротский, Ростовская область) — советский работник сельского хозяйства, Герой Социалистического Труда.

## Биография
Родился 21 декабря 1923 года в с. Красная Поляна Медвеженского уезда Ставропольской губернии, ныне Песчанокопского района Ростовской области.
В 1938 году окончил 5 классов Комиссаровской средней школы Дубовского района.
Трудовой путь начинал на конном заводе № 165 сначала табунщиком, затем скотником.
Участник Великой Отечественной войны, защищал Ленинград.
С 1947 по 1966 годы Лукьянченко работал старшим чабаном военного конного завода № 165 овцесовхоза «Семичный». В связи с разделением совхоза «Семичный», с декабря 1966 по 1991 годы был старшим чабаном совхоза «Восточный» Дубовского района. Одним из первых в районе стал применять кошарно-базовый метод выращивания молодняка.
Андрей Анисимович был инициатором областного социалистического соревнования под девизом «XXV съезду КПСС − 25 ударных стахановских декад».
Занимался общественной деятельностью. Избирался членом Дубовского РК КПСС, депутатом Ростовского областного Совета депутатов трудящихся и Гуреевского сельского совета. Принимал участие в работе XXIV съезда КПСС.

## Награды
- Указом Президиума Верховного Совета СССР в 1971 году за выдающиеся успехи, достигнутые в развитии сельскохозяйственного производства и выполнение плана продажи государству продуктов животноводства, старшему чабану совхоза «Восточный» Андрею Лукьянченко было присвоено звание Героя Социалистического Труда с вручением ордена Ленина и золотой медали «Серп и Молот».
- Также награждён также орденом Трудовой Славы 3-й степени, медалью «Ветеран Труда» и другими.
- Награждён рядом медалей ВДНХ СССР.
- В декабре 2013 года Андрей Анисимович Лукьянченко получил одну из высших донских наград — орден «За заслуги перед Ростовской областью»[1].

Перечень наград:
- Золотая медаль «Серп и Молот» (8.4.1971);
- Орден Ленина (8.4.1971).
- Орден Отечественной войны II степени (11.03.1985)[2]
- Орден Трудовой Славы III степени
- Медаль «За трудовое отличие»
  - медали, в том числе:
  - «В ознаменование 100-летия со дня рождения Владимира Ильича Ленина» (6 апреля 1970)
  - «За победу над Германией в Великой Отечественной войне 1941—1945 гг.» (1945)[3]
  - «20 лет Победы в Великой Отечественной войне 1941—1945 гг.» (7 мая 1965[4])
- Юбилейная медаль «Тридцать лет Победы в Великой Отечественной войне 1941—1945 гг.»[5]
- Медаль «Сорок лет Победы в Великой Отечественной войне 1941-1945 гг.»[6]
  - «Ветеран труда»
  - «30 лет Советской Армии и Флота»[7]
  - «40 лет Вооружённых Сил СССР»[8]
  - «50 лет Вооружённых Сил СССР» (26 декабря 1967[9])
- Знак «Гвардия»
- Знак «25 лет победы в Великой Отечественной войне» (1970)
- бронзовая, серебряная и две золотые медали ВДНХ СССР.